# 花島寛己
花島 寛己（はなしま よしき、1973年6月16日 - ）は、千葉県習志野市出身の元プロ野球選手（投手）。

## 来歴・人物
習志野市立大久保小学校、習志野市立第二中学校出身。地元の少年野球チーム「オール大久保」では投手のほか、一塁手や中堅手も経験したが、第二中学時代は投手に専念し、県大会優勝に貢献した。習志野高校では2年春に県大会優勝すると関東大会準々決勝で先発したが横浜高に敗れる。なお、高校の2学年先輩には野口寿浩がいた。
高校3年生の夏以降、翌1992年から地元・千葉県の千葉マリンスタジアムを本拠地とすることを決めていた千葉ロッテマリーンズ（旧ロッテ・オリオンズ）から同年のプロ野球ドラフト会議で指名することを打診する話があり、花島本人もドラフト会議前からロッテ入団を希望していた。同会議当日の11月22日にロッテから4位指名を受け、同年12月1日に年俸420万円、契約金4000万円の契約条件で入団に合意した。マリーンズ誕生後、初の千葉県出身選手である。担当スカウトは伊達泰司。なお、後にロッテに入団する福浦和也は中学と高校の2学年後輩にあたる。
一軍登板のないまま、1995年限りで現役を引退した。

## 詳細情報

### 年度別投手成績
- 一軍公式戦出場なし

### 背番号
- 51 （1992年 - 1995年）